# Cephenemyia albina
Cephenemyia albina är en tvåvingeart som beskrevs av Taber och Fleenor 2004. Cephenemyia albina ingår i släktet Cephenemyia och familjen styngflugor. Inga underarter finns listade i Catalogue of Life.